# Radon 222
table
Le radon 222, noté 222Rn, est l'isotope du radon dont le nombre de masse est égal à 222 : son noyau atomique compte 86 protons et 136 neutrons avec un spin 0+ pour une masse atomique de 222,017 58 g/mol. Il est caractérisé par un excès de masse de 16 372,0 ± 1,9 keV et une énergie de liaison nucléaire par nucléon de 7 694,50 keV. Un gramme de radon 222 présente une radioactivité de 5,73 × 1015 Bq.
Le radon 222 se forme naturellement sur la chaîne de désintégration de l'uranium 238 :
{\displaystyle \mathrm {^{238}_{\ 92}U\ {\xrightarrow[{4,486.10^{9}\ ans}]{\alpha \ 2,270\ MeV}}\ {}_{\ 90}^{234}Th\ {\xrightarrow[{24,10\ jours}]{\beta ^{-}\ 0,273\ MeV}}\ {}_{\ 91}^{234}Pa\ {\xrightarrow[{6,70\ heures}]{\beta ^{-}\ 2,197\ MeV}}\ {}_{\ 92}^{234}U\ {\xrightarrow[{245\ 500\ ans}]{\alpha \ 4,959\ MeV}}\ {}_{\ 90}^{230}Th\ {\xrightarrow[{75\ 380\ ans}]{\alpha \ 4,470\ MeV}}\ {}_{\ 88}^{226}Ra\ {\xrightarrow[{1\ 600\ ans}]{\alpha \ 4,871\ MeV}}\ {}_{\ 86}^{222}Rn} }
Ce radioisotope étant gazeux, il est présent naturellement dans l'atmosphère à des concentrations variables selon la présence ou l'absence d'uranium dans l'environnement local. Il se désintègre à travers une série de radionucléides métalliques (polonium, plomb, bismuth) qui tendent à se fixer sur les poussières et à contaminer les muqueuses pulmonaires, susceptibles de causer des pathologies cancéreuses :
{\displaystyle \mathrm {^{222}_{\ 86}Rn\ {\xrightarrow[{3,8235\ jours}]{\alpha \ 5,590\ MeV}}\ _{\ 84}^{218}Po\ {\xrightarrow[{3,1\ min}]{\alpha \ 6,115\ MeV}}\ _{\ 82}^{214}Pb\ {\xrightarrow[{26,8\ min}]{\beta ^{-}\ 1,024\ MeV}}\ _{\ 83}^{214}Bi\ {\xrightarrow[{19,9\ min}]{\beta ^{-}\ 3,272\ MeV}}\ _{\ 84}^{214}Po\ {\xrightarrow[{164,3\ \mu s}]{\alpha \ 7,833\ MeV}}\ _{\ 82}^{210}Pb} }
Le plomb 210 obtenu a une demi-vie d'une vingtaine d'années et est produit dans l'atmosphère, vers où s'échappe le radon gazeux produit dans le sol avant de se désintégrer. Cela fait que la suite de la chaîne de désintégration du radon 222 est utilisé dans la méthode de radiodatation au plomb 210.
{\displaystyle \ \mathrm {^{210}_{\ 82}Pb} {\xrightarrow[{22,20\ ans}]{\beta ^{-}\ 0,018\ MeV}}\ \mathrm {^{210}_{\ 83}Bi} {\xrightarrow[{5,012\ jours}]{\beta ^{-}\ 1,17\ MeV}}\ \mathrm {^{210}_{\ 84}Po} {\xrightarrow[{138,376\ jours}]{\alpha \ 5,298\ MeV}}\ \mathrm {^{206}_{\ 82}Pb} } Stable.
Le radon a été reconnu en 1987 comme cancérogène certain par le CIRC.